# 日本コンピュータシステム
日本コンピュータシステム株式会社（にっぽんコンピュータシステム、Nippon Computer Systems Corp.）は、日本のソフトウエア会社。英称の頭文字を取って“ NCS ”という略称で呼ばれることもある。
ERP、金融向け、組み込みソフトウェア、通信系システムに特化した事業を行っている。
大阪に“NCS&A”という、2014年7月まで「日本コンピューター・システム」という当社と類似の商号だった企業が存在しているが、一切の関係は無い。

## 沿革
2008年（平成20年）、MBOにより、株式非上場化を実施。
2011年（平成23年）、エヌ・デーソフトウェアの完全子会社となった。

## PCゲーム事業
1986年（昭和61年）頃から“メサイヤ”というブランドを用いパソコンゲームソフトに参入。多数の家庭用ゲームソフトをリリースするも、2000年（平成12年）にゲーム事業から撤退。以降は過去のゲームライセンス許諾事業を続ける。
2014年11月、“メサイヤ”ブランドにかかわるゲームソフトすべての著作権を株式会社エクストリームに譲渡。これにより、“メサイヤ”は完全にNCS社の手から離れることになった。

## キャラクター事業
NCS社がメサイヤブランドを保有していた時期、フジテレビと提携してコラボキャラクター「ふじにん」を製作した。